# S.C. Terneuzen
SC Terneuzen is een schaakvereniging uit Terneuzen. De oprichtingsdatum was 14 februari 1911. De vereniging heeft zich aangesloten bij de Koninklijke Nederlandse Schaakbond en de Zeeuwse Schaakbond.
Het eerste team ging samen met SV West-Zeeuws-Vlaanderen (SVWZV) in de hoofdklasse van de Zeeuwse Schaakbond spelen. Sinds het seizoen spelen zij met ScheldeSchaak in de vierde klasse.